# Otto Froitzheim
Otto Froitzheim (ur. 24 kwietnia 1884 w Strasburgu, zm. 27 października 1962 w Wiesbaden lub w Akwizgranie) – niemiecki tenisista, medalista igrzysk olimpijskich.

## Życiorys
Otto Froitzheim w dzieciństwie uprawiał m.in. lekkoatletykę, pływanie, łyżwiarstwo i piłkę nożną, ale po raz pierwszy zagrał w tenisa w wieku 16 lat. W 1901 roku rozpoczął studia prawnicze na uniwersytecie w Strasburgu. Po roku zaczął służyć w wojsku, a następnie kontynuował studia na uniwersytecie w Bonn. W 1904 roku zdał pierwszy egzamin, a w 1909 roku zakończył studia złożeniem drugiego egzaminu z prawa. Froitzheim pracował potem w urzędzie celnym w Strasburgu. Po wojnie zamieszkał w Berlinie i rozpoczął pracę w policji, a w 1926 został komendantem w Wiesbaden. W 1933 roku został zmuszony do rezygnacji, ponieważ odmówił wstąpienia do partii nazistowskiej. Jednak jako przyjaciel Hermanna Göringa, który podziwiał jego tenisową karierę, został wicekomendantem w Akwizgranie.
Froitzheim był przez krótki czas potajemnie zaręczony z niemiecką reżyserką, Leni Riefenstahl. Miał też romans z Polą Negri.

## Kariera tenisowa
Otto Froitzheim swój pierwszy turniej wygrał w 1902 roku, zdobył wtedy mistrzostwo Alzacji-Lotaryngii. Zostawał międzynarodowym mistrzem Niemiec w roku 1907 oraz w latach 1909–1911. Na Letnich Igrzyskach Olimpijskich 1908 zdobył srebrny medal w grze pojedynczej. W 1912 roku zwyciężył w dużym turnieju w Saint-Cloud, pokonując w finale Oscara Kreuzera. W 1914 roku doszedł do finału turnieju pretendentów na Wimbledonie, przegrywając w nim w pięciu setach z Normanem Brookesem. Został wtedy sklasyfikowany na 4. miejscu na świecie przez „The Daily Telegraph”. W 1913 roku zadebiutował w rozgrywkach o Puchar Davisa. Grając w zawodach rok później w Pittsburghu, został wzięty do niewoli w następstwie wybuchu I wojny światowej. Był przetrzymywany do jej końca. Później wygrywał jeszcze międzynarodowe mistrzostwa Niemiec w 1921, 1922 i 1925 roku i doszedł do ćwierćfinału międzynarodowych mistrzostw Francji w 1927 roku, w wieku 43 lat. W latach 1927–1928 po raz ostatni występował w Pucharze Davisa. W karierze zagrał w pięciu konfrontacjach, wygrywając jeden mecz z dziewięciu rozegranych spotkań.